# Onchotelson brevicaudatus
Onchotelson brevicaudatus är en kräftdjursart som först beskrevs av Smith 1909.  Onchotelson brevicaudatus ingår i släktet Onchotelson och familjen Phreatoicidae. IUCN kategoriserar arten globalt som sårbar. Inga underarter finns listade i Catalogue of Life.